# Barbara Buatois
Barbara Buatois, née le 24 août 1977 à Oullins (banlieue de Lyon), est une cycliste française, détentrice de plusieurs records du monde de vitesse en vélo couché.

## Palmarès

### Vélo couché non caréné
Championne de France 2008 FFC vélo couché sur piste.
En octobre 2009, elle établit à 46,348 km/h le record du monde de l'heure féminin en vélo couché non caréné sur la piste du vélodrome de Bordeaux.
Championne de France 2010 FFC vélo couché sur piste.
En 2010, elle est la première française à terminer la course Race Across America et la première femme en vélo couché : elle parcourt les 3 005 miles (4 836 km) en 11 jours, 19 heures et 48 minutes. Ce temps lui permet de remporter l'édition 2010.

### Vélo couché caréné
En juillet 2009, à Romeo, Michigan (États-Unis), sur un Varna Tempest construit par George Georgiev, Barbara Buatois porte de 73,41 km/h à 84,02 km/h le record du monde de l'heure féminin en vélo couché et de 58,63 km/h à 83,04 km/h le record de vitesse sur 100 km.
En septembre 2009, à Battle Mountain, Nevada (États-Unis), sur un Varna Diablo III, elle porte le record du monde de vitesse sur 200 m (lancé) de 107,16 km/h à 121,437 km/h, puis à 121,81 km/h en septembre 2010 sur un Varna Tempest.
Le 12 juillet 2014, sur la piste du centre d'essais de PSA Peugeot Citroën de Belchamp, près de Sochaux, elle tente de battre le record des 24 heures sur un Varna 24 spécialement construit pour cette occasion. De très mauvaises conditions météorologiques l'en empêchent mais elle profite des périodes d'accalmie pour battre le record de l'heure en tricycle couché et celui des 100 miles (3 heures, 10 minutes et 27 secondes) homologué par l'Ultra Marathon Cycling Association.